# Atticus Lish
Atticus Lish (Manhattan, 1972) è uno scrittore statunitense.

## Biografia
Figlio del celebre editor Gordon Lish, ha frequentato la Phillips Academy e l'Università di Harvard che ha abbandonato dopo un paio d'anni per dedicarsi a vari mestieri tra i quali l'insegnante d'inglese in Cina.
Nel 2015 ha esordito nella narrativa con il romanzo Preparativi per la prossima vita ottenendo numerosi riconoscimenti tra i quali il Premio PEN/Faulkner per la narrativa.
Nel 2021 ha pubblicato il secondo romanzo, In guerra per Gloria, nel quale ha raccontato il travagliato rapporto con il padre e la malattia della madre.

## Opere

### Romanzi
- Preparativi per la prossima vita (Preparation for the Next Life, 2014), Milano, Rizzoli, 2015 traduzione di Alberto Cristofori ISBN 978-88-17-08586-1.
- In guerra per Gloria (The War for Gloria, 2021), Milano, Rizzoli, 2022 traduzione di Alberto Cristofori ISBN 978-88-17-16013-1.

## Premi e riconoscimenti
Premio PEN/Faulkner per la narrativa
- 2015 vincitore con Preparativi per la prossima vita

Premio Plimpton
- 2015 vincitore con Preparativi per la prossima vita

Grand Prix de Littérature Américaine
- 2016 vincitore con Preparativi per la prossima vita